# Шикачик товстодзьобий
Шика́чик товстодзьобий (Coracina caeruleogrisea) — вид горобцеподібних птахів родини личинкоїдових (Campephagidae). Мешкає в Індонезії і Папуа Новій Гвінеї.

## Поширення і екологія
Товстодзьобі шикачики мешкають в гірських районах Нової Гвінеї, на острова Япен і Ару та на острові Хальмахера. Вони живуть у вологих рівнинних і гірських тропічних лісах.